# Поярков, Пётр Спиридонович
Пётр Спиридонович Поярков (20 июля 1931, Мироновка, Крымская АССР — 24 марта 2021, Первома́йск, Николаевская область) — советский и украинский промышленник и организатор производства. Заслуженный работник транспорта Украинской ССР. Почётный гражданин города Первомайска.

## Биография
Родился 20 июля 1931 года в селе Мироновка, ныне Белогорского района Крыма в семье колхозников. В течение 1941-1944 годов находился на временно оккупированной территории, с 1944 по 1945 годы работал в колхозе разнорабочим.
После окончания 7 классов Белогорской средней школы №25 в 1948 году поступил в Симферопольский автотранспортный техникум. В 1951 году окончил 3 курса указанного техникума и был призван в ряды Советской армии. После демобилизации в 1955 году продолжил обучение в техникуме. В 1956 году окончил техникум и был направлен на работу в Николаевский облавтотрест.
С 6 августа 1956 по 16 декабря 1959 года П. С. Поярков работал механиком, а с 16 декабря 1959 года — главным инженером в Первомайской автотранспортной колонне. Без отрыва от производства в 1969 году окончил Одесский политехнический институт по специальности «Автомобильный транспорт», получил квалификацию инженере-механика.
С 16 октября 1974 года П.С. Поярков — директор Первомайского межрайонного производственного объединения автомобильного транспорта №14665. На этой должности проработал до 1993 года. За период работы под его руководством автопредприятие неоднократно занимало первые места по выполнению государственного плана перевозки грузов, награждалось переходящими Красными Знаменами области, автоуправление, грамотами, дипломами. Коллектив добровольцев предприятия выполнял с честью поставленные задачи по перевозке грузов во время ликвидации аварии на Чернобыльской АЭС в пределах радиоактивной зоны.
С 1995 года был одним из основателем Общества с дополнительной ответственностью "ПЕРВОМАЙСКАВТОТРАНС", начав таким образом предпринимательскую деятельность.
В 2009 году за весомый вклад в социально-экономическое и культурное развитие города Первомайска награжден медалью «За заслуги перед городом».
Жил в городе Первомайске Николаевской области, где и умер.

## Общественная деятельность
П. С. Поярков избирался депутатом Первомайского городского совета в течение шести созывов подряд, также неоднократно избирался членом горисполкома.

## Награды и почетные звания
- Орден Трудового Красного Знамени (14.08.1986).
- Медаль «В ознаменование 100-летия со дня рождения Владимира Ильича Ленина» (05.11.1969).
- Медаль «Ветеран труда» (1985).
- Заслуженный работник транспорта Украинской ССР (12.08.1981).
- Почетный гражданин города Первомайска (16.09.2015).
- Медаль «За заслуги перед городом» (2009).